# 42. ceremonia wręczenia Złotych Globów
Złote Globy za rok 1984 przyznano 27 stycznia 1985 r. w Beverly Hilton Hotel w Los Angeles.

Nagroda im. Cecila DeMille za całokształt twórczości otrzymała Elizabeth Taylor.

Laureaci:

## Kino

### Najlepszy film dramatyczny
Amadeusz, reż. Miloš Forman

nominacje:
- Cotton Club, reż. Francis Ford Coppola
- Pola śmierci, reż. Roland Joffé
- Miejsca w sercu, reż. Robert Benton
- Opowieści żołnierza, reż. Norman Jewison

### Najlepsza komedia/musical
Miłość, szmaragd i krokodyl, reż. Robert Zemeckis

nominacje:
- Gliniarz z Beverly Hills, reż. Martin Brest
- Pogromcy duchów, reż. Ivan Reitman
- Micki i Maude, reż. Blake Edwards
- Plusk, reż. Ron Howard

### Najlepszy aktor dramatyczny
F. Murray Abraham – Amadeusz

nominacje:
- Tom Hulce – Amadeusz
- Sam Waterston – Pola śmierci
- Jeff Bridges – Gwiezdny przybysz
- Albert Finney – Pod wulkanem

### Najlepsza aktorka dramatyczna
Sally Field – Miejsca w sercu

nominacje:
- Vanessa Redgrave – Bostończycy
- Jessica Lange – Pułapka
- Diane Keaton – Pani Soffel
- Sissy Spacek – Rzeka

### Najlepszy aktor w komedii/musicalu
Dudley Moore – Micki i Maude

nominacje:
- Steve Martin – Dwoje we mnie
- Eddie Murphy – Gliniarz z Beverly Hills
- Bill Murray – Pogromcy duchów
- Robin Williams – Moskwa nad rzeką Hudson

### Najlepsza aktorka w komedii/musicalu
Kathleen Turner – Miłość, szmaragd i krokodyl

nominacje:
- Lily Tomlin – Dwoje we mnie
- Mia Farrow – Danny Rose z Broadwayu
- Anne Bancroft – Garbo mówi
- Shelley Long – Różnice nie do pogodzenia

### Najlepszy aktor drugoplanowy
Haing S. Ngor – Pola śmierci

nominacje:
- Jeffrey Jones – Amadeusz
- Richard Crenna – Chłopak z klubu Flamingo
- Pat Morita – Karate Kid
- Adolph Caesar – Opowieści żołnierza

### Najlepsza aktorka drugoplanowa
Peggy Ashcroft – Podróż do Indii

nominacje:
- Melanie Griffith – Świadek mimo woli
- Drew Barrymore – Różnice nie do pogodzenia
- Kim Basinger – Urodzony sportowiec
- Lesley Ann Warren – Tekściarz
- Christine Lahti – Szybka zmiana
- Jacqueline Bisset – Pod wulkanem

### Najlepsza reżyseria
Miloš Forman – Amadeusz

nominacje:
- Francis Ford Coppola – Cotton Club
- Roland Joffé – Pola śmierci
- Sergio Leone – Dawno temu w Ameryce
- David Lean – Podróż do Indii

### Najlepszy scenariusz
Peter Shaffer – Amadeusz

nominacje:
- Bruce Robinson – Pola śmierci
- David Lean – Podróż do Indii
- Robert Benton – Miejsca w sercu
- Charles Fuller – Opowieści żołnierza

### Najlepsza muzyka
Maurice Jarre – Podróż do Indii

nominacje:
- Mike Oldfield – Pola śmierci
- Ennio Morricone – Dawno temu w Ameryce
- John Williams – Rzeka
- Jack Nitzsche – Gwiezdny przybysz

### Najlepsza piosenka
„I Just Called to Say I Love You” – Kobieta w czerwieni – muzyka i słowa: Stevie Wonder
nominacje:
- „Against All Odds (Take a Look at Me Now)” – Przeciw wszystkim – muzyka i słowa: Phil Collins
- „Footloose” – Footloose – muzyka i słowa: Kenny Loggins, Dean Pitchford
- „Ghostbusters” – Pogromcy duchów – muzyka i słowa: Ray Parker Jr.
- „No More Lonely Nights” – Pozdrowienia dla Broad Street – muzyka i słowa: Paul McCartney
- „When Doves Cry” – Purpurowy deszcz – muzyka i słowa: Prince

### Najlepszy film zagraniczny
Podróż do Indii, reż. David Lean (Anglia)

nominacje:
- Carmen, reż. Francesco Rosi (Francja)
- Przekątna gońca, reż. Richard Dembo (Szwajcaria)
- Paryż, Teksas, reż. Wim Wenders (RFN/Francja)
- Niedziela na wsi, reż. Bertrand Tavernier (Francja)